# Ліцензування бренду
Ліцензування означає оренду або дистрибуцію нематеріального активу. Це процес створення та управління контрактами між власником торгової марки та компанією чи особою, яка хоче використовувати торгову марку спільно з товаром протягом узгодженого періоду на узгодженій території. Ліцензування використовується власниками торгових марок для розповсюдження товарного знака чи символу на товари зовсім іншого характеру. 
Приклади нематеріальних активів включають пісню ("Somewhere Over The Rainbow"), персонажа (Дональд Дак), ім'я (Майкл Джордан) або бренд (The Ritz-Carlton). Угода про ліцензування торгової марки потребує ліцензійної угоди. Ліцензійна угода дозволяє компанії, яка продає товар або послугу (ліцензіат), здавати в оренду або брати в оренду бренд у власника бренду, який здійснює програму ліцензування (ліцензіара). 

## Історія
Ліцензування торгової марки — це добре налагоджений бізнес як у сфері патентів, так і торгових марок. Ліцензування товарних знаків має багату історію в американському бізнесі, багато в чому починаючи з наростання масових розваг, таких як кіно, комікси та пізніше телебачення. Популярність Міккі Мауса в 30-х - 40-х роках минулого століття призвела до вибуху іграшок, книг та споживчих товарів із симпатичними гризунами на них, жоден з яких не був виготовлений Walt Disney Company.
Цей процес прискорився, коли кіно, а згодом і телебачення стали основною складовою американського бізнесу. Зростання ліцензування торгової марки розпочалося набагато пізніше, коли корпорації виявили, що споживачі насправді платитимуть гроші за товари, на яких є логотипи їхніх улюблених брендів. Ігрова їжа Макдональдса, футболки Burger King і навіть моторошні костюми на Хелловін «Добрий гумор» стали звичним явищем. Пізніше розширення брендів зробило ринок ліцензування бренду набагато прибутковішим, оскільки компанії зрозуміли, що можуть заробляти реальні долари, здаючи власний капітал в оренду виробникам. Замість того, щоб витрачати незліченні мільйони на створення нового бренду, компанії були готові платити роялті за чисті продажі своєї продукції, щоб орендувати товар усталеного торгового імені. Автопилососи Armor All, йогурт Breyers, заморожені закуски від TGI Friday та лак для нігтів Lucite — лише кілька продуктів, що мають відомі торгові марки, які виготовляються за ліцензією компаніями, не пов’язаними з компаніями, що володіють брендом.

## Причини ліцензування
Компанія може вибрати ліцензію на свою марку (марки), коли вони вважають, що споживачі твердо приймають розширення торгової марки чи продукцію. Наприклад, коли Apple випустила iPod, була негайна потреба в таких аксесуарах, як навушники, станції для зарядки та синхронізації та футляри. Apple вирішила не виробляти ці продукти, а замість цього вирішила, що ліцензіат виготовлятиме ці продукти. Роблячи це, Apple могла б запропонувати фірмові «навушники-навушники», «док-станції для iPod» та «шкарпетки для iPod». Кожен виготовляється окремою компанією, але разом пропонують споживачеві елегантне рішення. Всі ці аксесуари продаються ліцензіатами.
Окрім пільг для ліцензіарів, є пільги і для ліцензіатів. Ліцензіати здають в оренду права на торгову марку для включення в свої товари, але не ділять на неї право власності. Наявність доступу до основних національних та світових брендів, а також логотипів та торгових марок, пов’язаних із цими брендами, дає ліцензіату значні переваги. Найважливішим з них є маркетингова сила, яку бренд вносить у продукцію ліцензіата. Коли бренд-менеджери входять або виходять за межі нових категорій продуктів за допомогою ліцензування, вони створюють можливість для ліцензіата розвивати свою компанію. Нижче наведено приклад кроків процесу ліцензованого продукту:
- Ліцензіар вибирає категорії продуктів, які підлягають ліцензуванню
- Ліцензіар знаходить та узгоджує ліцензію з найкращими ліцензіатами
- Ліцензіати розробляють концепції, прототипи та кінцеві зразки продукції та подають на затвердження
- Ліцензіар схвалює ліцензовану продукцію для продажу
- Ліцензіати продають ліцензійну продукцію уповноваженим роздрібним торговцям [3]

Ліцензіати очікують, що ліцензія забезпечить їм зростання продажів. Це зростання продажів може відбуватися у формі зростання в межах існуючого ринку або можливості виходу на новий ринок. Для цього ліцензіати очікують, що бренд, який вони ліцензують, має значні переваги бренду, що він відкриє двері і в кінцевому підсумку допоможе їм досягти або перевищити свої бізнес-цілі. Ліцензійний контракт змушує ліцензіата досягати певних цілей продажу та роялті; отже, метою ліцензіата є швидке досягнення своїх бізнес-цілей, досягнення тим самим своїх контрактних зобов'язань. Роялті — це гроші, які ліцензіат сплачує ліцензіату за право користування ліцензованим майном. Він обчислюється множенням ставки роялті на чистий продаж. 

## Світова галузь ліцензування брендів
Головною міжнародною професійною асоціацією з ліцензування торгових марок є Асоціація торговців ліцензійною галуззю, яка спонсорує щорічну Міжнародну виставку ліцензування.
Товариство ліцензіарів продуктів, докладених до досконалості (SPLiCE), — це Спільнота практиків ліцензіарів, яка бачить постійне вдосконалення ліцензування торгової марки. Місія SPLiCE — діяти як спільнота ліцензіарів, які діляться найкращими практиками щодо захисту, просування та підвищення цілісності бренду. Семінар ліцензіарів SPLiCE діє як його щорічна рада директорів та збори членів. Під час семінару ліцензіарів SPLiCE результати тестів та галузеві тенденції висвітлюються у презентаціях панелей функцій, які мають значення для спільноти в цілому. Вони використовують філософію креативності розбіжностей та конвергенції, щоб підтримати унікальну ідею впровадження найкращих практик. Бачення семінару-ліцензіара SPLiCE полягає у забезпеченні найкращої на практиці освіти щодо ліцензування шляхом обміну передовими освітніми практиками через ініціативи порівняльного аналізу, співпрацю робочої групи, звіти комітетів та запрошених спікерів галузі.
Кожного травня, ліцензія! Журнал Global публікує щорічний список "150 найкращих світових ліцензіарів". У 2017 році лідером стала компанія Disney Consumer Products з роздрібним продажем ліцензійних товарів на 53 млрд. Дол. США, за нею слідує Meredith Corp. з 23,2 млрд. Дол. США і PVH з 18 млрд. Дол. США. 
За даними Міжнародної асоціації торговців ліцензійною галуззю (LIMA), загальний обсяг продажів ліцензованих товарів склав 272,2 млрд доларів у 2016 році проти 262,2 млрд доларів у 2015 році. 

## Ліцензування торгової марки в Індії
Лібералізація індійської економіки в 1992 році призвела до Індії безліч міжнародних брендів. Багато з цих брендів отримали ліцензію індійських компаній.Arvind представляє Arrow, Cherokee, ELLE, Nautica, USPA, AEROPOSTALE, CHILDRENS PLACE, Еда Харді, GAP та Kipling. Група Murjani є ліцензіатом Calvin Klein Jeans, FCUK та Tommy Hilfiger. Поло-клуб Beverly Hills (BHPC) має ліцензію Spencers Retail.
Ліцензування символів — ще один великий сегмент ліцензування ліцензування торгової марки в Індії. Найбільшими гравцями галузі ліцензування персонажів в Індії є Disney India, Viacom18 та Cartoon Network Enterprises. Серед персонажів, що отримали ліцензію від Disney India, є Міккі Маус та Дональд Дак. Viacom запросив таких популярних персонажів з Nickelodeon, як Дора Провідник та Губка Боб Квадратні Штани. Cartoon Network може похвалитися портфоліо, що включає таких персонажів, як Бен 10, Круті дівчата, Містер Бін, Рулон №. 21, Ми голі ведмеді.

## Ліцензування торгової марки в Італії
Ліцензування торгових марок в Італії розпочалося в сімдесятих роках із дуже невеликою кількістю ліцензійних установ. Окрім Діснея, який мав на ринку власний спеціальний офіс, усі інші великі розважальні фірми були представлені незалежними агенціями. Одна з цих компаній під назвою DIC 2 (розподіл міжнародних персонажів), заснована в 1973 році Джанфранко Марі, сприяла створенню ліцензійного бізнесу в Італії та створила великі явища, як He-Man and the Masters of the Universe, Marvel Comics, Star Wars, персонажі Hanna &Barber, Зорро, Астерікс тощо. DIC 2 все ще є одним з найбільших незалежних агентств в Італії, представляючи різних героїв мультфільмів та відомих брендів.